# Прапор Буссу
Прапор Буссу був затверджений рішенням ради 25 квітня 1990 року як прапор муніципалітету Буссу в бельгійській провінції Ено. Прапор можна описати так:
Червоний з жовтою діагональною смугою
Прапор не був підтверджений урядом Французької спільноти до 6 січня 1992 року. Прапор ідентичний старому муніципальному гербу, базується на найстарішій відомій муніципальній печатці 1574 року та зображений на першому гербі нинішнього муніципального герба.

Старий герб Буссу (1913-1987)